# Муді (Алабама)
Муді (англ. Moody) — місто (англ. city) в США, в окрузі Сент-Клер штату Алабама. Населення — 13 170 осіб (2020).

## Географія
Муді розташоване приблизно за 15 миль на схід від Бірмінгема за координатами 33°36′12″ пн. ш. 86°29′38″ зх. д. / 33.60333° пн. ш. 86.49389° зх. д. (33.603417, -86.493795).  За даними Бюро перепису населення США в 2010 році місто мало площу 64,01 км², з яких 63,19 км² — суходіл та 0,82 км² — водойми.

## Демографія
Згідно з переписом 2010 року, у місті мешкало 11 726 осіб у 4717 домогосподарствах у складі 3359 родин. Густота населення становила 183 особи/км².  Було 5094 помешкання (80/км²).
Расовий склад населення:
| - 88,2 % — білих - 7,8 % — чорних або афроамериканців - 1,4 % — азіатів - 0,3 % — корінних американців |

До двох чи більше рас належало 1,5 %. Частка іспаномовних становила 2,1 % від усіх жителів.
За віковим діапазоном населення розподілялося таким чином: 23,2 % — особи молодші 18 років, 65,0 % — особи у віці 18—64 років, 11,8 % — особи у віці 65 років та старші. Медіана віку мешканця становила 36,0 року. На 100 осіб жіночої статі у місті припадало 95,6 чоловіків;  на 100 жінок у віці від 18 років та старших — 91,2 чоловіків також старших 18 років.
Середній дохід на одне домашнє господарство  становив 70 898 доларів США (медіана — 61 049), а середній дохід на одну сім'ю — 80 184 долари (медіана — 66 472). Медіана доходів становила 49 978 доларів для чоловіків та 42 994 долари для жінок. За межею бідності перебувало 9,9 % осіб, у тому числі 15,9 % дітей у віці до 18 років та 2,5 % осіб у віці 65 років та старших.
Цивільне працевлаштоване населення становило 6384 особи. Основні галузі зайнятості: роздрібна торгівля — 19,5 %, освіта, охорона здоров'я та соціальна допомога — 18,2 %, фінанси, страхування та нерухомість — 12,4 %, виробництво — 9,9 %.